# Primera B de Chile 2004
El Campeonato Nacional «BancoEstado» de Primera B de Chile 2004 fue la 54° edición de la segunda categoría del fútbol profesional de Chile, correspondiente a la temporada 2004. Se jugó desde el 7 de marzo hasta el 12 de diciembre de 2004.
El torneo fue ganado por Deportes Melipilla, que volvía de esta manera a la Primera división del fútbol chileno
Deportes Concepción también accedió a Primera división
No hubo descenso a Tercera División, en este campeonato los descensos fueron tres, y se medían por el promedio de puntajes de las dos temporadas anteriores.

## Movimientos divisionales
| Pos | a Primera División Apertura 2004 y Clausura 2004 |
| --- | ------------------------------------------------ |
| 1º  | Everton de Viña del Mar (Campeón)                |
| 2º  | Deportes La Serena                               |

| Pos | desde Tercera División de Chile 2003 |
| --- | ------------------------------------ |
| 1º  | San Luis de Quillota                 |

| Deportes Arica Deportes Antofagasta Deportes Copiapó Deportes Ovalle San Luis Unión La Calera Deportes Melipilla O'Higgins Naval Lota Schwager Fernández Vial Deportes Concepción Provincial Osorno |

| Magallanes Santiago Morning |

| Equipo               | Ciudad                   |
| -------------------- | ------------------------ |
| Deportes Antofagasta | Antofagasta              |
| Deportes Arica       | Arica                    |
| Deportes Concepción  | Concepción               |
| Deportes Copiapó     | Copiapó                  |
| Deportes Melipilla   | Melipilla                |
| Deportes Ovalle      | Ovalle                   |
| Fernández Vial       | Concepción               |
| Lota Schwager        | Coronel                  |
| Magallanes           | Maipú, Santiago de Chile |
| Naval                | Talcahuano               |
| O'Higgins            | Rancagua                 |
| Provincial Osorno    | Osorno                   |
| San Luis             | Quillota                 |
| Santiago Morning     | Recoleta                 |
| Unión La Calera      | La Calera                |

## Sistema de campeonato
Los 16 equipos participantes jugaron entre sí en dos etapas. La Primera Fase, de carácter grupal, involucra a todos los equipos divididos en zonas geográficas (Norte, Centro y Sur). Luego de esta primera fase, todos los equipos se unirán en una etapa nacional divididos en 2 zonas geográficas (Norte y Sur), siendo esta la Segunda Fase, donde juegan bajo el sistema "todos contra todos", en ida y vuelta completando 30 fechas. Al finalizar la segunda fase, los 3 mejores de cada grupo clasificarán al Hexagonal Final, aquí los equipos parten de 0 y compiten bajo el sistema todos contra todos en ida y vuelta completando 10 fechas, los dos equipos que terminaron en las dos primeras posiciones ascendieron directamente a primera división.

## Desarrollo

### Fase grupal

#### Grupo Norte
| Pos | Equipo               | Pts | PJ | G | E | P | GF | GC | DIF |
| --- | -------------------- | --- | -- | - | - | - | -- | -- | --- |
| 1   | Deportes Antofagasta | 24  | 16 | 4 | 0 | 2 | 6  | 7  | 9   |
| 2   | Deportes Copiapó     | 22  | 16 | 3 | 1 | 2 | 9  | 7  | 14  |
| 3   | Deportes Ovalle      | 19  | 16 | 3 | 1 | 2 | 10 | 11 | 10  |
| 4   | Deportes Arica       | 19  | 16 | 1 | 0 | 5 | 6  | 12 | 4   |
| 5   | San Luis             | 18  | 16 | 1 | 0 | 5 | 6  | 12 | 4   |

#### Grupo Centro
| Pos | Equipo             | Pts | PJ | G | E | P | GF | GC | DIF |
| --- | ------------------ | --- | -- | - | - | - | -- | -- | --- |
| 1   | Santiago Morning   | 26  | 16 | 4 | 1 | 1 | 18 | 9  | 9   |
| 2   | Unión La Calera    | 25  | 16 | 3 | 2 | 1 | 13 | 20 | 7   |
| 3   | O'Higgins          | 22  | 16 | 1 | 4 | 3 | 11 | 12 | -1  |
| 4   | Deportes Melipilla | 22  | 16 | 1 | 5 | 3 | 7  | 11 | -4  |
| 5   | Magallanes         | 15  | 16 | 1 | 5 | 3 | 7  | 11 | -4  |

#### Grupo Sur
| Pos | Equipo                | Pts | PJ | G | E | P | GF | GC | DIF |
| --- | --------------------- | --- | -- | - | - | - | -- | -- | --- |
| 1   | Deportes Concepción   | 27  | 16 | 6 | 0 | 2 | 13 | 12 | 1   |
| 2   | Naval                 | 26  | 16 | 5 | 0 | 3 | 20 | 12 | 8   |
| 3   | Provincial Osorno     | 24  | 16 | 3 | 1 | 4 | 14 | 17 | -3  |
| 4   | Arturo Fernández Vial | 17  | 16 | 2 | 3 | 3 | 15 | 13 | 2   |
| 5   | Lota Schwager         | 15  | 16 | 2 | 3 | 3 | 15 | 13 | 2   |

PJ = Partidos Jugados; G = Partidos Ganados; E = Partidos empatados; P = Partidos perdidos; GF = Goles a favor; GC = Goles en contra; DIF = Diferencia de goles; Pts = Puntos

### Segunda Fase
Grupo Norte
| Pos | Equipo               | Pts | PJ | G  | E  | P  | GF | GC | DIF |
| --- | -------------------- | --- | -- | -- | -- | -- | -- | -- | --- |
| 1   | Deportes Melipilla   | 49  | 28 | 16 | 4  | 6  | 60 | 34 | 26  |
| 2   | Unión La Calera      | 45  | 28 | 15 | 6  | 5  | 43 | 20 | 23  |
| 3   | Deportes Copiapó     | 40  | 28 | 11 | 10 | 5  | 55 | 39 | 16  |
| 4   | Magallanes           | 35  | 28 | 13 | 5  | 8  | 53 | 44 | 9   |
| 5   | Deportes Antofagasta | 32  | 28 | 9  | 8  | 9  | 41 | 35 | 6   |
| 6   | Deportes Ovalle      | 28  | 28 | 11 | 5  | 10 | 42 | 39 | 3   |
| 7   | Deportes Arica       | 27  | 28 | 11 | 7  | 8  | 44 | 43 | 1   |

Grupo Sur
| Pos | Equipo                | Pts | PJ | G  | E  | P  | GF | GC | DIF |
| --- | --------------------- | --- | -- | -- | -- | -- | -- | -- | --- |
| 1   | Naval                 | 53  | 30 | 16 | 4  | 6  | 60 | 34 | 26  |
| 2   | Deportes Concepción   | 47  | 30 | 15 | 6  | 5  | 43 | 20 | 23  |
| 3   | O'Higgins             | 45  | 30 | 11 | 10 | 5  | 55 | 39 | 16  |
| 4   | Santiago Morning      | 45  | 30 | 13 | 5  | 8  | 53 | 44 | 9   |
| 5   | Provincial Osorno     | 42  | 30 | 9  | 8  | 9  | 41 | 35 | 6   |
| 6   | Arturo Fernández Vial | 33  | 30 | 11 | 5  | 10 | 42 | 39 | 3   |
| 7   | San Luis              | 26  | 30 | 11 | 7  | 8  | 44 | 43 | 1   |
| 8   | Lota Schwager         | 23  | 30 | 11 | 7  | 8  | 44 | 43 | 1   |

### Hexagonal Final
| Pos | Equipo              | Pts | PJ | G | E | P | GF | GC | DIF |
| --- | ------------------- | --- | -- | - | - | - | -- | -- | --- |
| 1   | Deportes Melipilla  | 20  | 10 | 5 | 5 | 0 | 19 | 8  | 11  |
| 2   | Deportes Concepción | 15  | 10 | 4 | 3 | 3 | 12 | 11 | 1   |
| 3   | Unión La Calera     | 15  | 10 | 4 | 3 | 3 | 13 | 16 | -3  |
| 4   | Deportes Copiapó    | 11  | 10 | 3 | 2 | 5 | 14 | 19 | -5  |
| 5   | O'Higgins           | 11  | 10 | 2 | 5 | 3 | 10 | 11 | -1  |
| 6   | Naval               | 8   | 10 | 2 | 2 | 6 | 10 | 13 | -3  |

PJ = Partidos Jugados; G = Partidos Ganados; E = Partidos empatados; P = Partidos perdidos; GF = Goles a favor; GC = Goles en contra; DIF = Diferencia de goles; Pts = Puntos
|  | Asciende directamente a Primera División |

|                            |
| Campeón Deportes Melipilla |
| 1.º título                 |